# Renault Kangoo
Renault Kangoo je víceůčelový vůz vyráběný francouzskou automobilkou Renault. Jde o dlouho očekávaného nástupce vozu Renault 4. Vůz vychází z koncepční studie Renault Pangea. První vozy opustily výrobní linky závodu v Maubeuge v roce 1997.

## První generace
Renault Kangoo lze klasifikovat jako reakci na trend, jenž určoval směr konstrukce vozů v 90. letech minulého století.
V roce 1997 sjel z výrobní linky Renault první vůz, určený pro přímý prodej. Uspokojoval zákazníky, kteří mají větší rodiny a vyhledávají prostor, pohodlí a relativní bezpečnost. Vozu k jeho užitnému prostoru napomáhala konstrukce karoserie, kterou by dnes byla klasifikována jako karosetie minivanu či kombi.
V té době se jednalo o vůz, který měl ze všech osobních automobilů Renault největší zavazadlový prostor.
Cílovou skupinou klientů nebyly pouze větší rodiny, ale i firmy, které hojně využívaly tohoto vozu ke svým podnikatelským účelům. Ty si oblíbily zejména naftové motory, pro jejich ochotnost podřizovat se plně naloženému vozu a vykazovaly dynamiku v nízkých otáčkách. Dodával se s motorem o objemu 1149 cm³ s 60 k, dále pak 1390 cm³ s 75 k a v poslední řadě motorizace dieselová, 1870 cm³ a svým výkonem 65 k.

### Modernizace

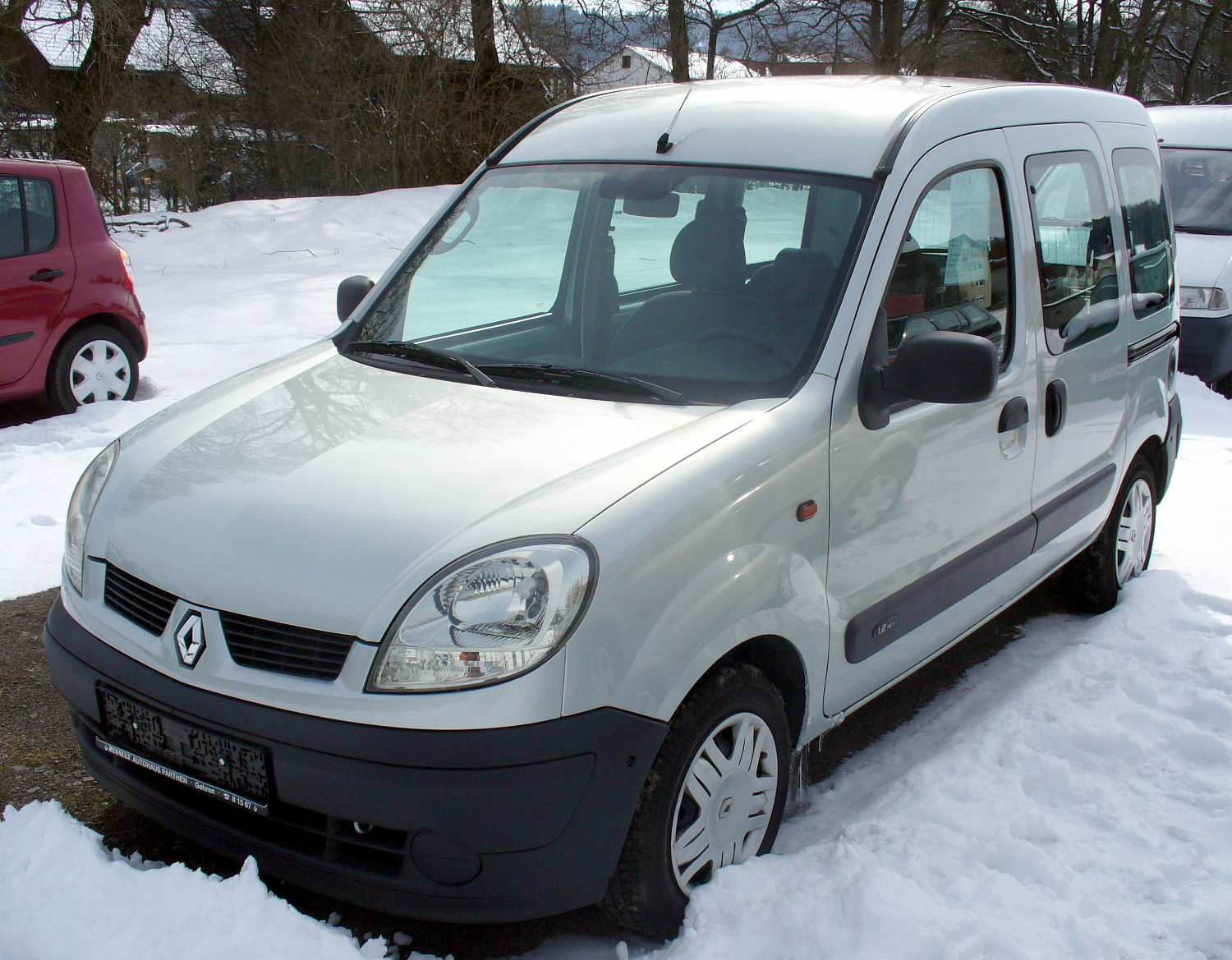
Renault Kangoo první generace po faceliftu z roku 2002

Jako skoro každý vůz, tak i Renault Kangoo podlehl modernizaci a od roku 2002 se do nabídky dostaly modely s novými motorizacemi a inovovaným vzhledem.
Motor 1,2 se dočkal osmi ventilů navíc a nyní se produkují verze 1.2 16V s výkonem 75 k, dále pak 1.6 16 V s 95 k,
1.9 dTi s turbodmychadlem a přímým vstřikováním nafty do válce a později 1.5 dCi s přímým vysokotlakým vystřikem common rail doplněn turbodmychadlem, který vykazuje výkon 48 - 63 kW.
Těsně před příchodem nové generace modelu v roce 2008 byly k dispozici motory 1.2 16V, 1.6 16V a 1.5 dCi - 50 a 63 kW.
První generace Renaultu Kangoo byla na evropských trzích pod názvem Kangoo Storia s omezeným výběrem motorů a výbavy (pouze 1.2 16V a dCi 70) v nabídce do roku 2010, na jihoamerických trzích však její produkce pokračuje dále. Na jaře roku 2013 vůz podstoupil další facelift, který změnil tvarování masky chladiče, která nyní podobně jako všechny ostatní aktuální modely Renaultu disponuje velkým firemním logem.

## Druhá generace
V roce 2008 se objevila nová generace tohoto automobilu. Je prostornější, výkonnější a komfort se blíží vozům třídy MPV. Podvozek je nyní stejný jako u druhé generace Renaultu Scénic. Současně se objevují nové prvky komfortní a bezpečnostní výbavy (hlavové airbagy, ESP, asistent rozjezdu do kopce, automatická klimatizace, dešťový a světelný senzor, navigační systém Carminat TomTom, vyhřívaná sedadla, elektrické ovládání zadních oken atd.). V roce 2011 proběhl malý facelift, který změnil design předního nárazníku (tzv. Generace 2011).

### Modernizace
V roce 2013 proběhl facelift, který přiblížil vzhled přední části zbytku aktuální modelové řady Renault a lehce pozměnil také grafiku zadních svítilen. Do interiéru se nově montuje volant původně z Renaultu Mégane 3. generace, inovována byla také nabídka autorádií a navigací (nyní tzv. systém Renault R-Link). Od roku 2014 je standardní výbavou na evropských trzích ESP s asistentem rozjezdu do kopce. Novinkou je verze Extrem, která disponuje vyšší světlou výškou a plastovou ochranou boků karoserie a obou nárazníků, stále se však jedná o vůz s pohonem výhradně přední nápravy. Motor 1,6 16V 105 byl v roce 2014 vystřídán novým motorem TCe 115 se šestistupňovou manuální převodovkou. Od roku 2015 splňují všechny motory emisní normu Euro 6 a jsou sériově vybaveny systémem Stop & Start (značeno jako S&S).

### Motory
| Zážehové               |             |                         |                  |             |                 |
| Motor                  | Výkon       | Max. točivý moment      | Převodovka       | Rok         | Emisní norma    |
| ---------------------- | ----------- | ----------------------- | ---------------- | ----------- | --------------- |
| 1,6 8V 90 (1598 cm³)   | 64 kW/90 k  | 128 Nm (3750 ot.)       | mechanická 5st.  | 2008 - 2010 | Euro 4          |
| 1,6 16V 105 (1598 cm³) | 78 kW/105 k | 148 Nm (3750 ot.)       | mechanická 5st.  | 2008 - 2010 | Euro 4          |
| 1,6 16V 105 (1598 cm³) | 78 kW/105 k | 148 Nm (3750 ot.)       | mechanická 5st.  | 2010 - 2014 | Euro 5          |
| 1,6 16V 105 (1598 cm³) | 78 kW/105 k | 148 Nm (3750 ot.)       | automatická 4st. | 2011 - 2014 | Euro 5          |
| 1,2 TCe 115 (1197 cm³) | 84 kW/115 k | 190 Nm (2000 ot.)       | mechanická 6st.  | 2014 -      | Euro 5 (Euro 6) |
| Vznětové               |             |                         |                  |             |                 |
| 1,5 dCi 70 (1461 cm³)  | 50 kW/70 k  | 185 Nm (1750 ot.)       | mechanická 5st.  | 2008 - 2010 | Euro 4          |
| 1,5 dCi 75 (1461 cm³)  | 55 kW/75 k  | 180 (200) Nm (1750 ot.) | mechanická 5st.  | 2010 -      | Euro 5 (Euro 6) |
| 1,5 dCi 85 (1461 cm³)  | 63 kW/85 k  | 200 Nm (1750 ot.)       | mechanická 5st.  | 2008 - 2010 | Euro 4          |
| 1,5 dCi 90 (1461 cm³)  | 66 kW/90 k  | 200 (220) Nm (1750 ot.) | mechanická 5st.  | 2010 -      | Euro 5 (Euro 6) |
| 1,5 dCi 105 (1461 cm³) | 78 kW/105 k | 240 Nm (2000 ot.)       | mechanická 6st.  | 2008 - 2010 | Euro 4          |
| 1,5 dCi 110 (1461 cm³) | 81 kW/110 k | 240 (260) Nm (2000 ot.) | mechanická 6st.  | 2010 -      | Euro 5 (Euro 6) |

Pozn.: Hodnoty točivého momentu v závorkách jsou platné pro verze plnící emisní normu Euro 6 (od 2015).